# Organisationsabteilung
Die Organisationsabteilung ist eine Abteilung in Unternehmen oder Behörden, welche die Aufgaben der Organisation wahrnimmt. Sie ist vornehmlich in Großunternehmen zu finden. Sie agiert entweder als Linienabteilung mit Weisungs- und Entscheidungsbefugnis oder als Stabsabteilung ohne diese Befugnisse. 
Organisation ist eine unternehmerische Führungsaufgabe. Ihre Bedeutung kann vom Umstand abgelesen werden, dass sie in der Betriebswirtschaftslehre als derivativer Produktionsfaktor anerkannt ist. Alfred Marshall war im Jahre 1890 der erste, der die Bedeutung der Organisation als zusätzlichem Produktionsfaktor erkannte. Unternehmen müssen so organisiert sein, dass ihr Unternehmensziel der Gewinnmaximierung nicht durch Organisationsmängel beeinträchtigt wird. Je größer ein Unternehmen ist, umso wahrscheinlicher wird die Einrichtung einer Organisationsabteilung, die mit Organisationsaufgaben betraut wird. Durch den stetigen Wandel der betriebsinternen und externen Umweltzustände können stets Schwachstellen auftreten, die durch die Organisationstätigkeit im Rahmen einer IST-Analyse identifiziert und abgestellt werden sollen. Die Organisationsaufgabe stellt deshalb einen dynamischen und permanenten Prozess dar. Der Unternehmensleitung kommt dabei die Aufgabe zu, eine Organisationskultur zu entwickeln, die durch die Organisationsabteilung umzusetzen ist. 

## Aufgaben
Die Organisationsabteilung kann sich der Erkenntnisse der Organisationstheorie bedienen. Als Abteilung hat sie generell nach Erich Gutenberg die Aufgabe, „eine durch Planung vorgegebene Ordnung im Betrieb zu realisieren“. Konkret beschäftigt sie sich mit zwei Hauptaufgaben, der Aufbau- und der Ablauforganisation. Sie verfasst zunächst ein Organisationshandbuch, das den Rang einer Arbeitsanweisung einnehmen kann. Hierin sind die Aufgaben, Kompetenzen und Organisationsstrukturen festgehalten. 
Das Betätigungsgebiet einer Organisationsabteilung umfasst die Aufgabenanalyse und Aufgabensynthese jeder einzelnen Stelle im Unternehmen, die Definition der Stellenbeschreibungen bis hin zur Konzernorganisation eines ganzen Konzerns. Es ist ihre Aufgabe, bestehende Organisationsstrukturen auf Schwachstellen zu untersuchen, Vorschläge für Aufgaben- und Kompetenzverteilungen, Arbeitsabläufe und Verfahrensabläufe zu untersuchen oder Vorschläge für den Einsatz von Betriebs- und Geschäftsausstattung zu unterbreiten. Ein weiteres Tätigkeitsfeld ist die Überwachung operationeller Risiken.
Von einem Organisationsauftrag ausgehend ergeben sich für das Organisationsmanagement folgende Aufgaben:
- Die Organisationsanalyse bildet bei einer Reorganisation den Ausgangspunkt der Organisationstätigkeit. Sie baut auf der Aufnahme von Informationen der bisher gegebenen Organisationsstruktur auf, die anschließend einer Ist-Kritik unterzogen wird, um Schwachstellen der gegebenen Organisation herauszufiltern.
- Die Organisationsplanung legt in der Gegenwart fest, welche Organisationsstrukturen bis zu einem bestimmten Zeitpunkt geschaffen und implementiert werden sollen. Die Organisationsplanung geht der praktischen Organisationsgestaltung voraus und versucht, die bestmögliche Umsetzung zielorientierter Strategien.
- Die Organisationsgestaltung umfasst die Realisierung der geplanten Organisationsstruktur, d. h. das Realisieren durch aktives Verwirklichen der organisatorischen Ideen. Dabei setzt das Organisationspersonal organisatorische Instrumente ein, die der organisatorischen Zielerreichung (Soll) dienlich sind.
- Die Organisationseinführung erfolgt nach einer positiven Organisationsentscheidung der Unternehmensleitung, die damit ihre Zustimmung zu den Vorschlägen des Organisationspersonals ausdrückt. Die Ergebnisse der neuen Organisationsstruktur werden dokumentiert und präsentiert. Später erfolgt die Organisationskontrolle durch den Soll-Ist-Vergleich.

Die Organisationsabteilung wird bei ihren Aktivitäten vom Organisationscontrolling unterstützt, das Koordinations-, Planungs-, Kontroll- und Steuerungsaufgaben wahrnimmt.